# 김석 (1910년)
김석(金晳, 1910년 3월 28일 ~ 1983년 2월 25일)은 일제강점기 대한교민단의경대 간부, 임시정부 외교부장 비서장 등을 역임한 독립운동가이다.

[독립운동활동요지] 
1930년 상해법정대학 정치과에 입학한후 학생신분으로 대한교민단의경대(大韓僑民團義警隊) 간부로서 활동을 시작하여,
○ 한인애국단(韓人愛國團)간부 
○상해한인정위단 조직(박창세,이수봉과함께)
○상해한인청년당(上海韓人靑年黨)조직(서재현,유상근과함께), 이후 동연맹 , 이사장
○윤봉길의사 홍구공원폭탄투척사건공범 ○동방피압박민족연합회(東方被壓迫民族聯合會)
중앙위원등, 임시정부가 펼친 대한민국독립운동에 적극적으로 가담하여 상해(上海)를
중심으로 활약해 왔음.

◆ 주요독립운동요약
[∙ ]*참고 문헌(출처)
● 1931 상해한인정위단조직(박창세,이수봉과함께)하여 병인의용대와 협력해 상해에 있던 일본주구세력대상으로숙청운동을 펼침 [1][2]
● 1931.10 *한인애국단(韓人愛國團)*간부로 활동(*상해에서 일본제국의 주요인물 암살목적으로 결성됨(김구선생중심으로결성,간부진:이유필,안공근,김석,이수봉)
재미동포 지원금으로 운영 [1]
●1931말32년초 *중한민족항일대동맹(中韓民族抗日大同盟)의 선전부장으로 활동 [1][7]
●1932.1월30일(소화7년)상해한인청년당(上海韓人靑年黨)*조직(서재현,유상근과함께), 4월이사장취임(*단체의성격,전신인 상해한인독립운동청년동맹(上海韓人獨立運動靑年
同盟)을발전적으로해체하고독립투사전위적임무완수목적 [1][2]3][4][9][10]
● 1932.4.29일 윤봉길의사 홍구공원 폭탄투척사건 공범으로 참여 (윤봉길의사에게 중국군왕웅(김홍일독립운동가소게)으로부터 받은 물병/도시락형 폭탄을 직접전달) [4][5][9][11]
● 1932.4.29 (윤봉길의사사건이후)~ 1933(소화8년)11월~1934.7월
○ 윤봉길의사 투탄사건이후 중국 항저우로 피신(당시상해한인청년당이사장),얼마후
상해로 다시 돌아와 한인청년당 복구를 위한 활동을 전개하고 동방 피압박민족연합
회(東方被壓迫民族聯合會) 중앙위원으로 활약 [1][5][6]
● 1933년 11월22일 상해에서 홍커우공원 윤봉길의사 폭탄투척사건 공범으로 일본경찰
에게 체포되어(당시상해임시정부의 중국역소에서 근무중) 경성(서울)으로 압송되어
미결수로 1년간 수감 [5][6][9]
●1934(소화9년) 7월27일 광주지방법원에서 1심공판, 징역5년 언도받은후 상소 7]
(○ 6.11일 치안유지법위반으로 광주지방법원송치 [9] ○ 7.10일 공판연기사유:
관선변호사불출석 [10]
●1934.12.27 2심공판: 대구복심법원 3호정 개정중 탈주->대구시내에서 즉시 체포되어
2심재판에서는 형이 가중되어 징역 5년8월형 언도받고 불복상고 [8,11]
●1935(소화10년) 3.28 대구복심복원 상고공판에서 상고기각 [8]
○ 3.7일 김병로,신태악 두변호인의 상고이유변론공판예정 [12]
●1941년11월까지 청주교도소에서 복역한후 출옥하였다. [5]
●1942년2월 청주교도소에 예비검속, 재투옥 [5]
●1945년1월 병보석으로 출감한후 계속 광주대화숙(光州大和塾)에 연금된 상태에서 광복을 맞았다

참고 문헌 [출처]
1.한국민족문화대백과사전 https://encykorea.aks.ac.kr/Article/E0061905
2.독립유공자공훈록(5권:1988년발간) https://e-gonghun.mpva.go.kr/diquest/Search.do
3.한국사데이타베이스: 국사편찬위원회 19) 上海韓人靑年黨 창립(1932.1.30)
http://db.history.go.kr/id/ij_033_0010_00190
4.국가보훈처:대한민국 독립운동가
http://w3devlabs.net/korea/archives/tag/%EA%B9%80%EC%84%9D
5.한국민족문화대백과사전[김석(金晳)] https://encykorea.aks.ac.kr/Article/E0009406
6.한국독립운동사자료, 3권 임정편lll, 三. 中國에서의 臨政傘下 및 後援團體 ,
42. 上海 獨立運動團體 一覽表類 , 4. 獨立運動團體 一覽表
http://db.history.go.kr/item/level.do?sort=levelId&dir=ASC&start=1&limit=20&page=1&pre_page=1&setId=
-
1&totalCount=0&prevPage=0&prevLimit=&itemId=kd&types=&synonym=off&chinessChar=on&brokerPagingInfo=&l
evelId=kd_003_0030_0420_0040&position=-1
7.대구복심복원 형사제1부 2심공판판결문: 독립운동관련판결문 국가기록원
https://theme.archives.go.kr/next/indy/viewIndyDetail.do?archiveId=0001351577&evn
tId=0034985453&evntdowngbn=Y&indpnId=0000016916&actionType=det&flag=1&search_regi
on=
8.1935.3.28 고등법원형사부 상고공판 판결문
https://theme.archives.go.kr/next/indy/viewIndyDetail.do?archiveId=0001351866&evntId=0034981786&evnt
downgbn=Y&indpnId=0000013441&actionType=det&flag=1&search_region=
9. 동아일보기사, 1933.12.14(소화8년)
<기사제목> 김석문제중심(金晳問題를中心)으로,
일중불삼각분쟁야기(日中佛三角分爭惹起) 상해폭탄사건(上海爆彈事件共犯)?
김석상해에서피체(金晳上海에서被逮), 윤봉길의사에게 폭탄까지제공,
금월중(今月中)경성(京城)에압송(押送)
10. 조선일보기사,1934.7.10일자 (유사기사 1934.7.8일자 조선일보 참조)
<기사제목> 한청동맹 이사장 (韓靑同盟理事長) 김석(金晳) 공판연기
11.동아일보기사 1934.12.28자
<기사제목> 상해폭탄공범(上海爆彈共犯)개정 중 탈주, 일시는 정내에서 대소란,
즉시체포, 5년구형
「광주지방법원에서 5년징역의 언도를 받은 백천대장폭탄사건의 공범 김석은
27일오후 12 30분 대구복심복원1935 3호법정에서 열렸는데, 비호같이 도주하여 장내는
일시소동, 즉시 추격 대구시내 삼림정 식산은행앞에서 체포, 2심공판은 마침내 열리어
제1심과같이 징역5년을 구형」
12.조선일보기사, 1935.3.7일자(소화10년)
<기사제목> 5년판결바든 김석 상고공판 *김병로,신태악 두변호사 상고이유변론공판
1. ↑  《한국민족문화대백과사전(김석(金晳))》 https://encykorea.aks.ac.kr/Article/E0009406. |제목=이(가) 없거나 비었음 (도움말)